# Kisiljevo
Kisiljevo es un pueblo ubicado en el municipio de Veliko Gradište, en el distrito de Braničevo, Serbia.

## Superficie
Posee una superficie de 14,10 kilómetros cuadrados.

## Demografía
Hasta 2011 la población era de 552 habitantes, con una densidad de población de 39,16 habitantes por kilómetro cuadrado.